# Chamaecrista mucronata
Chamaecrista mucronata là một loài thực vật có hoa trong họ Đậu. Loài này được (Spreng.) H.S.Irwin & Barneby miêu tả khoa học đầu tiên.